# Iolana thomasi
Iolana thomasi är en fjärilsart som beskrevs av Arthur Francis Hemming 1931. Iolana thomasi ingår i släktet Iolana och familjen juvelvingar. Inga underarter finns listade i Catalogue of Life.